# Half Nelson
Half Nelson è un film del 2006 diretto da Ryan Fleck con protagonista Ryan Gosling, che per il ruolo del professore di storia tossicodipendente ha ricevuto il plauso della critica ed ottenuto la sua prima candidatura al Premio Oscar come miglior attore protagonista.

## Trama
Dan Dunne è un giovane professore di storia e basket in una scuola di periferia. Dan cerca di stimolare i suoi alunni a cercare uno stile di vita migliore, ma i suoi tentativi risultano vani quando una sua alunna, Drey, scopre la sua tossicodipendenza. Tra i due si crea un rapporto speciale, che va oltre quello tra alunna e coach, e i due diventano molto amici. Entrambi con dei problemi, Dan è un tossico con una storia sentimentale finita male che passa le notti nei bar ubriacandosi, mentre Drey, con una figura materna poco presente per via del lavoro e un fratello in galera per spaccio di droga.

## Distribuzione
Il film è stato presentato in anteprima il 23 gennaio 2006 al Sundance Film Festival. È stato distribuito nelle sale statunitensi a partire dall'11 agosto 2006. In italia è stato distribuito in home video a marzo 2009.

## Accoglienza

### Incassi
Il film ha avuto una distribuzione limitata in sole due sale negli Stati Uniti nel suo primo weekend, incassando 53.983 dollari. Il film ha incassato 2.697.938 dollari in Nord America e 1.962.543 di dollari a livello internazionale per un incasso mondiale di 4.660.481 dollari. Il budget del film era di 700.000 dollari.

### Critica
La pellicola è stata ben accolta dalla critica. Su Rotten Tomatoes il film ha un indice di gradimento del 91%, basato su 158 recensioni, con una valutazione media di 7,60/10. Il consenso critico del sito recita: "Half Nelson presenta le potenti interpretazioni di Ryan Gosling e Shareeka Epps. È un ritratto saggio e non sentimentale di persone sole al bivio". Su Metacritic il film ha un punteggio di 85 su 100, basato sulle recensioni di 31 critici, indicando "il plauso universale".

## Riconoscimenti
- 2007 - Premio Oscar
  - Candidatura per il miglior attore a Ryan Gosling
- 2007 - Independent Spirit Awards
  - Miglior attore protagonista a Ryan Gosling
  - Miglior attrice protagonista a Shareeka Epps
  - Candidatura per il miglior film
  - Candidatura per il miglior regista a Ryan Fleck
  - Candidatura per la miglior sceneggiatura d'esordio a Ryan Fleck e Anna Boden
  - Candidatura per il Producers Award
- 2007 - Screen Actors Guild Award
  - Candidatura per il miglior attore cinematografico a Ryan Gosling
- 2006 - Gotham Independent Film Awards
  - Miglior film
  - Miglior regista rivelazione a Ryan Fleck
  - Miglior attore rivelazione a Shareeka Epps
- 2006 - National Board of Review
  - Miglior performance rivelazione maschile a Ryan Gosling
  - Migliori film independenti
- 2006 - Locarno Film Festival
  - Premio speciale della giuria
  - Candidatura per il Pardo d'oro

- 2006 - Festival del cinema americano di Deauville
  - Premio della giuria
  - Premio della giuria della rivelazione Cartier
  - Candidatura per il Grand Prix
- 2006 - Satellite Award
  - Candidatura per il miglior film drammatico
  - Candidatura per il miglior attore in un film drammatico a Ryan Gosling